# Рейок
Рейо́к, рейка — легка рея, підвішена до щогли похило чи вертикально. Залежно від типу вітрильного озброєння може бути елементом основного чи допоміжного вітрила. Рейки підіймаються на фалах з палуби, на відміну від рей, що в більшості закріплені жорстко. Застосовуються з латинськими (а також з їхнім різновидом — арабськими), люгерними, шпринтовими вітрилами (вони відомі під загальною назвою «рейкових»). Для підвішування рейка до щогли на ньому кріпиться невеликий строп — третинна стропка.
Види рейків:
- Рейок основного вітрила:
  - Арабський рейок — розташований під невеликим кутом до щогли
  - Люгерний рейок — розташований під невеликим кутом до щогли, з помітною несиметричністю
  - Латинський рейок (рю) — розташований під великим кутом до щогли, несиметрично, з переднім ноком біля носа
- Рейок допоміжного вітрила:
  - Топсельний рейок — використовується для розтягання топселя, що підіймається над гафельним вітрилом (у шпринтовому озброєнні чи озброєнні гуарі).

## Інші значення
Рейками (однина рейка чи рейок) називаються також тонкі бруски, що вшиваються в шлюпкові тенти для надання їм певної жорсткості (аналогічно вітрильним латам) чи бруски в ґратчастих люках.

Арабський рейок
Латинський рейок
Люгерний рейок